# Gifwijzer
De Gifwijzer is een folder die 183 giftige stoffen en planten vermeldt.
De folder bevat advies voor eerste hulp aan kleine kinderen bij inname van deze stoffen. Daarnaast bevat de folder nog enige algemene adviezen met betrekking tot vergiftigingen. Bij vergiftigingen is het advies om eerst een arts te bellen. Natuurlijk is het op dat moment ook mogelijk advies te vragen aan de arts, zodat een gifwijzer niet strikt noodzakelijk is bij de eerste hulp.
Afhankelijk van de stof bestaat het advies uit: al dan niet laten braken, het laten drinken van water of het laten eten van iets vets, of toedienen van laxeermiddelen of actieve kool.
De gifwijzer is tegen betaling verkrijgbaar bij apotheken, of via internet te bestellen bij de uitgever. Ook is de Gifwijzer beschikbaar als app (iOS en Android). 